# 火色鏢鱸
火色鏢鱸為輻鰭魚綱鱸形目鱸亞目河鱸科的其中一種，分布於美國肯塔基州及田納西州的Obion河及Forked Deer河等流域，體長可達7公分，棲息在沙石底質的溪流、水塘。